# Loi de futilité de Parkinson
Ne doit pas être confondu avec Loi de Parkinson.
La loi de futilité de Parkinson (en anglais : Parkinson's law of triviality) de Cyril Northcote Parkinson (1957) est une loi empirique selon laquelle les organisations donnent une importance disproportionnée à des questions futiles. Parkinson prend l'exemple d'un comité fictif discutant d’un projet de réacteur nucléaire et passant la majorité de son temps à discuter de problèmes relativement mineurs mais faciles à comprendre, comme le type de matériau à utiliser pour l'abri à vélos du personnel, tout en négligeant la conception du réacteur lui-même, une tâche bien plus importante, compliquée et difficile.
Les éléments les plus basiques et les moins utiles d'un projet feraient l'objet de longues discussions, du fait qu'ils sont compris par tous et donc faciles à traiter, au détriment des éléments plus importants et complexes.
Plus tard, Poul-Henning Kamp appliquera cette loi au développement des logiciels en introduisant « la couleur de l'abri à vélos » comme métaphore d'un détail futile faisant l'objet d'une attention disproportionnée.

## Historique
Le concept fut présenté comme un corollaire de la loi de Parkinson, formulée par le même auteur en 1955. Parkinson dramatise sa loi de futilité en opposant les délibérations d'un comité sur une centrale nucléaire et celles concernant l'abri à vélos du personnel. L'exemple du réacteur nucléaire est utilisé parce qu'il s'agit d'un projet tellement coûteux et compliqué sur le plan technique qu'une personne lambda ne peut pas le comprendre, ce qui suppose que les personnes qui travaillent sur ce projet le comprennent. Même les personnes expertes ayant des opinions bien arrêtées se taisent souvent, de peur d'apparaître comme insuffisamment informées, ou bien par peur d'engager leur nom sur une question aux conséquences difficiles à prévoir, et de porter le poids du blâme si la décision se révèle finalement mauvaise.

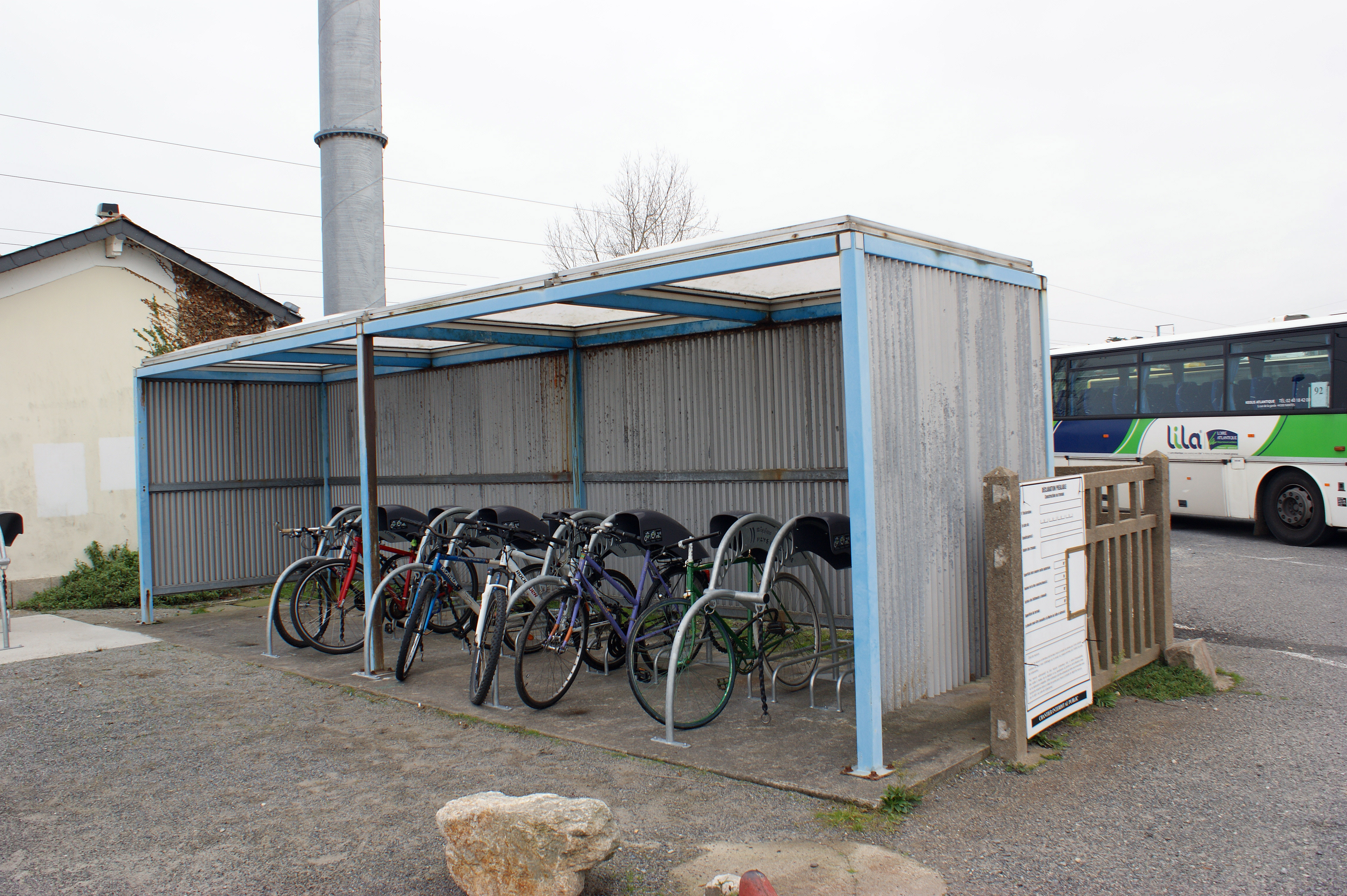
L'abri à vélo de la gare du Pouliguen en 2014.

Par opposition, tout le monde comprend les questions soulevées par la construction d'un abri à vélos (ou croit les comprendre), et avoir une opinion sur une telle question a peu de risques, de sorte que la réalisation d'un tel projet peut susciter des discussions sans fin, chacun souhaitant ajouter sa touche personnelle au projet et montrer, ainsi, qu'il y a contribué. Lorsqu'un groupe discute d'un abri à vélos, le débat est porté à dévier vers le point de savoir si le meilleur matériau à utiliser pour la toiture serait l'aluminium, l'amiante ou le fer galvanisé, plutôt que se concentrer vers le point de savoir si la construction d'un abri est ou non pertinente.
Le concept a été repris en 1999 dans un courriel de Poul-Henning Kamp à destination de la liste de diffusion du développement de FreeBSD. Ce courriel, souvent cité, est intitulé « Un abri à vélos (n'importe quelle couleur conviendra) sur de l'herbe plus verte… ». Bien que la couleur ne figure pas dans l'argument original de Parkinson, ce concept, qui en reprend l'idée, a été présenté et utilisé pour illustrer les problèmes observés lors du développement de logiciels informatiques. 
Après cette reprise par Kamp, la loi de futilité a été de plus en plus souvent désignée, dans les publications et les discours, par le nom de « concept de l'abri à vélos » ou de « concept de la couleur de l'abri à vélos ».